# Ґодлево-Кольонія
Ґодлево-Кольонія (пол. Godlewo-Kolonia) — село в Польщі, у гміні Чижев Високомазовецького повіту Підляського воєводства.
Населення — 51 особа (2011).
У 1975-1998 роках село належало до Ломжинського воєводства.

## Демографія
Демографічна структура станом на 31 березня 2011 року:
|          | Загалом | Допрацездатний вік | Працездатний вік | Постпрацездатний вік |
| -------- | ------- | ------------------ | ---------------- | -------------------- |
| Чоловіки | 27      | 6                  | 15               | 6                    |
| Жінки    | 24      | 3                  | 11               | 10                   |
| Разом    | 51      | 9                  | 26               | 16                   |